# Francis William Aston
Francis William Aston (n. 1 septembrie 1877, Birmingham⁠(d), Anglia, Regatul Unit al Marii Britanii și Irlandei – d. 20 noiembrie 1945, Cambridge, Anglia, Regatul Unit) a fost un chimist britanic, laureat al Premiului Nobel pentru chimie (1922).